# Championnats du monde de gymnastique rythmique 1967
Navigation
Édition précédente Édition suivante
Les championnats du monde de gymnastique rythmique 1967, troisième édition des championnats du monde de gymnastique rythmique, ont eu lieu les 18 et 19 décembre 1967 à Copenhague, au Danemark.